# Certificat d'aptitude au professorat de l'enseignement technique
Pour les articles homonymes, voir CAPET.
Ne doit pas être confondu avec Certificat d'aptitude au professorat de l'enseignement du second degré.
Le certificat d’aptitude au professorat de l’enseignement technique (acronyme CAPET) est un diplôme professionnel du ministère de l'Éducation nationale français. Ce diplôme permet de devenir professeur au sein d'un lycée technologique. 
Il est délivré aux candidats qui, ayant passé avec succès les épreuves d’un concours externe, d’un concours interne ou d’un troisième concours, ont accompli un stage d’une durée d’une année sanctionné par un examen de qualification professionnelle. Sa délivrance correspond à la titularisation en tant que professeur certifié. Les concours de recrutement des professeurs certifiés stagiaires préalables à l’accomplissement du stage sus-mentionné sont souvent dénommés CAPET par métonymie.

## Concours

### Préparation au concours
Le concours du CAPET peut se préparer soit en candidat libre, soit en étant inscrit en master Métiers de l'enseignement, de l'éducation et de la formation à l'Institut national supérieur du professorat et de l'éducation.

### Condition pour passer le concours
L’inscription au concours lui-même est indépendante de l’inscription aux préparations dispensées et se fait via les services du rectorat de l’académie du candidat.
Les conditions pour passer le CAPET externe sont multiples, :
- posséder la nationalité française ou être ressortissant d'un autre État membre de l'Union européenne ou partie à l'accord sur l'Espace économique européen, ou d'Andorre ou de Suisse ;
- jouir de ses droits civiques ;
- ne pas avoir subi une condamnation incompatible avec l'exercice des fonctions ;
- être en position régulière au regard des obligations du service national ;
- justifier des conditions d'aptitude physique requises.

À ces conditions générales s'ajoutent des conditions supplémentaires spécifiques au concours présenté.

#### Concours externe
- Être titulaire d'un master (ou équivalent) ou justifier d'une inscription en dernière année de master (ou équivalent). Toute réussite au CAPET sans l'obtention du diplôme bac +5 fait garder le bénéfice du concours jusqu'à la rentrée scolaire suivante uniquement. Au-delà, sans obtention d'un diplôme de master ou équivalent, le bénéfice du concours est perdu.

Sont dispensés de diplôme :
- les fonctionnaires titulaires dans un corps de personnels enseignants ou d'éducation,
- les maîtres contractuels des établissements d'enseignement privés sous contrat admis définitivement à une échelle de rémunération,
- les personnes justifiant de cinq ans de pratique professionnelle effectuée en qualité de cadre,
- les parents d'au moins trois enfants,
- les sportifs de haut niveau,

et ce, à la date de publication des résultats d'admissibilité.

#### Concours interne
- Être titulaire d'une licence ou équivalent.
- Justifier d'une des qualités suivantes :
  - fonctionnaire d'une des trois fonctions publiques (fonction publique de l'État, fonction publique territoriale, fonction publique hospitalière),
  - militaire,
  - enseignant non titulaire des établissements d'enseignement publics ou privés sous contrat d'association,
  - enseignant non titulaire assurant un enseignement du second degré dans les classes d'un établissement scolaire français à l'étranger,
  - assistant d'éducation recruté en application de l'article L 916.1 du code de l'éducation,
  - maître d'internat ou surveillant d'externat des établissements d'enseignement publics.
- Justifier, dans le cadre d'une des qualités précédentes, de trois années de services publics.

Sont dispensés de diplôme (mais pas des trois années de services publics) :
- le personnel enseignant de catégorie A,
- les parents d'au moins trois enfants,
- les sportifs de haut niveau,
- les personnes justifiant de cinq ans de pratique professionnelle effectuée en qualité de cadre,

et ce, à la date de publication des résultats d'admissibilité.

#### Troisième concours
- Justifier d'une ou de plusieurs activités professionnelles accomplies dans le cadre d'un contrat de droit privé, le tout d'une durée de cinq ans au moins, appréciée à la date de publication des résultats d'admissibilité.

### Sections
Actuellement les sections sont les suivantes :
- Arts appliqués
  - Design
  - Métiers d'arts
- Biotechnologies
  - Biochimie-génie biologique
  - Santé-environnement
- Économie et gestion
  - Communication, organisation et gestion des ressources humaines
  - Comptabilité et finance
  - Marketing
  - Informatique et systèmes d'information
  - Gestion des activités touristiques
- Esthétique-cosmétique
- Hôtellerie restauration
  - Sciences et technologies culinaires
  - Sciences et technologies des services en hôtellerie et restauration
- Industries graphiques
- Sciences industrielles de l'ingénieur
  - Ingénierie des constructions (ancienne option architecture et construction)
  - Ingénierie électrique (ancienne option énergie)
  - Ingénierie informatique (ancienne option information et numérique)
  - Ingénierie mécanique (ancienne option ingénierie mécanique)
- Sciences et techniques médico-sociales

Certaines options voire certaines sections entières ne sont parfois pas ouvertes au concours selon les années. Le nombre de postes mis au concours est fixé, pour chaque discipline, par le ministère de l’Éducation et celui de la fonction publique. Ces nombres sont très variables d’une discipline à l’autre et peuvent fluctuer d'une année à l’autre. Les jurys, dans chaque discipline, sont souverains et décident des barres d’admissibilité et d’admission.
Le nombre de postes ainsi que le taux de réussite par sections et options pour l'année 2014 sont disponibles sur le site internet de l'éducation nationale .

### Déroulement du concours
Le concours externe se décompose en deux parties :
- Épreuves écrites d'admissibilité. Deux pour le concours externe, une pour le concours interne et le troisième concours. Elles ont lieu en février, mars et avril.
- Épreuves techniques et orales d'admission. Deux pour le concours externe, une pour le concours interne et le troisième concours. Seules les personnes admissibles à la suite des épreuves écrites sont autorisées à passer les épreuves d'admission. Elles ont lieu en juin.

Hormis l'épreuve « Agir en fonctionnaire de l'État de manière éthique et responsable », le programme des épreuves est spécifique à chaque section et option. Il correspond à l'ensemble des programmes et référentiels des classes de première et terminale, des brevets de technicien supérieur, et des diplômes universitaires de technologie correspondants au CAPET préparé.
Les jurys sont composés d’inspecteurs généraux de l'éducation nationale, d’inspecteurs d'académie-inspecteurs pédagogiques régionaux, de membres des corps enseignants de l'enseignement supérieur et de professeurs agrégés et certifiés.

## Stage et titularisation
Après l'obtention du concours s'ensuit une période de stage d'un an dans un établissement d'enseignement, année pendant laquelle les professeurs certifiés stagiaires bénéficient à la fois d'un accompagnement et de formations. À la fin de l'année, après validation du stage par un jury, les stagiaires sont titularisés, devenant ainsi professeurs certifiés titulaires,. C'est à l'issue de cette titularisation que l'obtention du CAPET est validée.